# آندریا موهوروویچیچ
آندریا موهوروویچیچ (زاده ۲۳ ژانویه ۱۸۵۷ و درگذشته ۱۸ دسامبر ۱936) لرزه‌شناس و هواشناس اهل کشور کرواسی بود. در سال ۱۹۰۹ میلادی زمین لرزهای در پیرامون زاگرب روی داد که منجر به آغاز پژوهش‌های آندریا موهوروویچیچ گردید، این تحقیقات با ارائه نظریه ناپیوستگی موهوروویچیچ پایان پذیرفت. او از بنیان‌گذاران دانش لرزه‌شناسی مدرن است.